# Superpuchar Litwy w piłce nożnej
Superpuchar Litwy w piłce nożnej (lit. LFF Supertaurė) – trofeum przyznawane zwycięskiej drużynie meczu rozgrywanego pomiędzy aktualnym Mistrzem Litwy oraz zdobywcą Pucharu Litwy w danym sezonie (jeżeli ta sama drużyna wywalczyła zarówno mistrzostwo jak i puchar zostawała do 2016 automatycznie zwycięzcą, a od 2016 jej przeciwnikiem zostaje wicemistrz).

## Historia
W sezonie 1995 został wyznaczony pierwszy zwycięzca Superpucharu Litwy. Inkaras Kowno zdobył mistrzostwo i Puchar kraju i bez meczu otrzymał trofeum. Dopiero w następnym sezonie 1996 odbył się pierwszy oficjalny mecz o Superpuchar Litwy. Pierwszy pojedynek rozegrano 8 lipca 1996 roku. W tym meczu Kareda Szawle pokonał 2:1 Inkaras Kowno. Ale już w 1997 roku rozgrywki nie organizowano. Również w latach 1999-2001 mecz nie rozgrywano. Do 2015 w przypadku zdobycia przez klub mistrzostwa i pucharu kraju, mecz nie odbywał się, a drużyna automatycznie otrzymywała tytuł zwycięzcy superpucharu. W 2016 regulamin został zmieniony, przeciwnikiem klubu, który zdobył dublet, zostawał wicemistrz kraju.

## Format
Mecz o Superpuchar Litwy rozgrywany jest zawsze przed rozpoczęciem każdego sezonu. W przypadku remisu po upływie regulaminowego czasu gry przeprowadza się dogrywka. Jeżeli i ona nie wyłoni zwycięzcę, to od razu zarządzana jest seria rzutów karnych. 

## Zwycięzcy i finaliści
| Sezon                                   | K | K | T | Zwycięzca         | Wynik            | Finalista         | Data, miejsce                                    | Uwagi |
| Superpuchar Litwy (lit. LFF Supertaurė) |   |   |   |                   |                  |                   |                                                  | |
| 1995                                    |   |   | 1 | Inkaras Kowno     |                  |                   |                                                  | klub wygrał dublet                                                                                           |
| 1996                                    |   |   | 1 | Kareda Szawle     | 2:1              | Inkaras Kowno     | 8.07.1996, Sūduvos stadionas, Mariampol          | |
| 1997                                    |   |   |   |                   |                  |                   |                                                  | nie rozgrywano                                                                                               |
| 1998                                    |   |   | 1 | Ekranas Poniewież | 3:0              | Kareda Szawle     | 5.07.1998, Stadion Miejski, Kiejdany, 600        | |
| 1999–2001                               |   |   |   |                   |                  |                   |                                                  | nie rozgrywano                                                                                               |
| 2002                                    |   |   | 1 | FBK Kowno         |                  |                   |                                                  | klub wygrał dublet                                                                                           |
| 2003                                    |   |   | 1 | Žalgiris Wilno    | 2:1              | FBK Kowno         | 8.11.2003, Stadion Miejski, Szawle, 500          | |
| 2004                                    |   |   | 2 | FBK Kowno         |                  |                   |                                                  | klub wygrał dublet                                                                                           |
| 2005                                    |   |   |   |                   |                  |                   |                                                  | nie rozgrywano                                                                                               |
| 2006                                    |   |   | 2 | Ekranas Poniewież | 2:1              | FBK Kowno         | 22.03.2006, Stadion Centralny, Połąga, 260       | |
| 2007                                    |   |   | 3 | FBK Kowno         | 1:0              | Sūduva Mariampol  | 27.06.2007, Sūduvos stadionas, Mariampol, 2.700  | |
| 2008                                    |   |   | 4 | FBK Kowno         |                  |                   |                                                  | klub wygrał dublet                                                                                           |
| 2009                                    |   |   | 1 | Sūduva Mariampol  | 0:0 pd. (k. 2:1) | Ekranas Poniewież | 31.05.2009, Stadion Miejski, Szawle, 1.600       | |
| 2010                                    |   |   | 3 | Ekranas Poniewież |                  |                   |                                                  | klub wygrał dublet                                                                                           |
| 2011                                    |   |   | 4 | Ekranas Poniewież |                  |                   |                                                  | klub wygrał dublet                                                                                           |
| 2012                                    |   |   |   |                   |                  |                   |                                                  | nie rozgrywano (reorganizacja rozgrywek, przesunięcie terminu z końca roku na początek następnego roku 2013) |
| 2013                                    |   |   | 2 | Žalgiris Wilno    | 1:0 pd.          | Ekranas Poniewież | 2.03.2013, ARVI Futbolo Arena, Mariampol, 2.100  | |
| 2014                                    |   |   | 3 | Žalgiris Wilno    |                  |                   |                                                  | klub wygrał dublet                                                                                           |
| 2015                                    |   |   | 4 | Žalgiris Wilno    |                  |                   |                                                  | klub wygrał dublet                                                                                           |
| 2016                                    |   |   | 5 | Žalgiris Wilno    | 1:1 pd. (k. 4:1) | FK Trakai         | 28.02.2016, Sportima Arena, Wilno, 3.118         | |
| 2017                                    |   |   | 6 | Žalgiris Wilno    | 1:0              | FK Trakai         | 26.02.2017, Sportima Arena, Wilno, 2.918         | |
| 2018                                    |   |   | 2 | Sūduva Mariampol  | 5:0              | Stumbras Kowno    | 17.02.2018, ARVI Futbolo Arena, Mariampol, 1.487 | |
| 2019                                    |   |   | 3 | Sūduva Mariampol  | 2:0              | Žalgiris Wilno    | 24.02.2019, ARVI Futbolo Arena, Mariampol, 2.250 | |
| 2020                                    |   |   | 7 | Žalgiris Wilno    | 1:0              | Sūduva Mariampol  | 29.02.2020, Sportima Arena, Wilno, 2.723         | |
| 2021                                    |   |   | 1 | FK Panevėžys      | 2:2 pd. (k. 3:2) | Žalgiris Wilno    | 3.04.2021, Stadion LFF, Wilno, 0                 | |
| 2022                                    |   |   | 4 | Sūduva Mariampol  | 0:0 pd. (k. 3:2) | Žalgiris Wilno    | 26.02.2022, Sportima Arena, Wilno, 2.471         | |
| 2023                                    |   |   | 8 | Žalgiris Wilno    | 1:1 pd. (k. 3:2) | Žalgiris Kowno    | 26.02.2023, Sportima Arena, Wilno, 2.800         | |
| 2024                                    |   |   | 2 | FK Panevėžys      | 0:0 pd. (k. 5:4) | FK TransINVEST    | 25.02.2024, Sportima Arena, Wilno, 2.560         | |

Uwagi:

- wytłuszczono i kursywą oznaczone zespoły, które w tym samym roku wywalczyły mistrzostwo i Puchar kraju (dublet),
- wytłuszczono zespoły, które zdobyły mistrzostwo kraju,
- kursywą oznaczone zespoły, które zdobyły Puchar kraju.

## Statystyka

### Klasyfikacja według klubów
W dotychczasowej historii finałów o Superpuchar Litwy na podium oficjalnie stawało w sumie 11 drużyn. Liderem klasyfikacji jest Žalgiris Wilno, który zdobył trofeum 8 razy.
Stan na 25.02.2024. 
| Lp. | Klub              | Zdobywca | Finalista      | Zwycięskie sezony      | Przegrane finały |   |   |                                                |                  |
| --- | ----------------- | -------- | -------------- | ---------------------- | ---------------- | - | - | ---------------------------------------------- | ---------------- |
| Lp. | Klub              | 1.       | Žalgiris Wilno | Zwycięskie sezony      | Przegrane finały | 8 | 3 | 2003, 2013, 2014, 2015, 2016, 2017, 2020, 2023 | 2019, 2021, 2022 |
| 2.  | Ekranas Poniewież | 4        | 2              | 1998, 2006, 2010, 2011 | 2009, 2012       |   |   |                                                |                  |
| 2.  | FBK Kowno         | 4        | 2              | 2002, 2004, 2007, 2008 | 2003, 2006       |   |   |                                                |                  |
| 2.  | Sūduva Mariampol  | 4        | 2              | 2009, 2018, 2019, 2022 | 2007, 2020       |   |   |                                                |                  |
| 5.  | FK Panevėžys      | 2        | 0              | 2021, 2024             |                  |   |   |                                                |                  |
| 6.  | Inkaras Kowno     | 1        | 1              | 1995                   | 1996             |   |   |                                                |                  |
| 6.  | Kareda Szawle     | 1        | 1              | 1996                   | 1998             |   |   |                                                |                  |
| 8.  | FK Trakai         | 0        | 2              |                        | 2016, 2017       |   |   |                                                |                  |
| 9.  | Stumbras Kowno    | 0        | 1              |                        | 2018             |   |   |                                                |                  |
| 9.  | Žalgiris Kowno    | 0        | 1              |                        | 2023             |   |   |                                                |                  |
| 9.  | FK TransINVEST    | 0        | 1              |                        | 2024             |   |   |                                                |                  |

### Klasyfikacja według miast
Stan na 25.02.2024.
| Miasto    | Liczba tytułów | Kluby                                   |
| --------- | -------------- | --------------------------------------- |
| Wilno     | 8              | Žalgiris Wilno (8)                      |
| Poniewież | 6              | Ekranas Poniewież (4), FK Panevėžys (2) |
| Kowno     | 5              | FBK Kowno (4), Inkaras Kowno (1)        |
| Mariampol | 4              | Sūduva Mariampol (4)                    |
| Szawle    | 1              | Kareda Szawle (1)                       |

### Klasyfikacja według kwalifikacji
| Tytuł                  | Zwycięstw | Finałów |
| ---------------------- | --------- | ------- |
| Mistrz Litwy           | 16        | 10      |
| Zdobywca Pucharu Litwy | 16        | 6       |
| wicemistrz Litwy       | 2         | 2       |